# NGC 2668
NGC 2668 é uma galáxia espiral barrada (SBab) localizada na direcção da constelação de Lynx. Possui uma declinação de +36° 42' 39" e uma ascensão recta de 8 horas, 49 minutos e 22,5 segundos.
A galáxia NGC 2668 foi descoberta em 7 de Fevereiro de 1877 por Édouard Jean-Marie Stephan.